# Dia Internacional de la No Violència
El Dia Internacional de la No Violència és celebrat cada 2 d'octubre, l'aniversari del naixement de Mahatma Gandhi, líder del moviment de la Independència de l'Índia i pioner de la filosofia i l'estratègia de la no violència.
El gener de 2004, la premi Nobel de la Pau iraniana Shirin Ebadi va fer la proposta per a un Dia Internacional de la No-violència, ideada per un professor d'estudiants internacionals d'hindi a París, al Fòrum Social Mundial a Bombai. La idea va atraure gradualment l'interès d'alguns dirigents del Congrés de l'Índia fins a la resolució de la Conferència Satyagraha a Nova Delhi el gener de 2007, iniciada per la Presidenta del Congrés Nacional de l'Índia i presidenta del l'Aliança Progressista Unida Sonia Gandhi i l'arquebisbe Desmond Tutu, convidant a les Nacions Unides a adoptar la proposta. El 15 de juny de 2007 l'Assemblea General de les Nacions Unides en la Resolució 61/271 "decideix, amb efecte a partir del seixantè segon període de sessions i guiada per la Carta de les Nacions Unides, observar el Dia Internacional de la No Violència el 2 d'octubre de cada any, i que aquest Dia Internacional s'assenyali a l'atenció de totes les persones perquè se celebri i observi en aquesta data".